# Маравруша
Маравруша — река в Вологодской и Новгородской областях России, правый приток Кати.
Длина реки составляет 17 км, площадь водосборного бассейна — 74,7 км². Течёт по территории Устюженского района Вологодской области, а также по его границе с Пестовским районом Новгородской области. Общее направление течения — северо-западное. Крупнейшие притоки — Липенский ручей и Дунай (оба левые). Устье реки находится в 15 км по правому берегу реки Кать. Населённых пунктов на берегах нет.

## Данные водного реестра
По данным государственного водного реестра России относится к Верхневолжскому бассейновому округу, водохозяйственный участок реки — Молога от истока и до устья, речной подбассейн реки — Реки бассейна Рыбинского водохранилища. Речной бассейн реки — (Верхняя) Волга до Куйбышевского водохранилища (без бассейна Оки).
Код объекта в государственном водном реестре — 08010200112110000006443.